# Редја
Редја (рус. Редья) река је на северозападу европског дела Руске Федерације. Протиче преко југозападних делова Новгородске области. Лева је притока реке Ловат, те део басена реке Неве и Балтичког мора.
Укупна дужина водотока је 146 km, док је површина сливног подручја око 671 km². Најважније насеље које се налази на њеним обалама је село Подорје, административни центар Подоршког рејона.
Извориште реке Редје налази се у Рдејском језеру у северном делу Холмског рејона, на крајњем југозападу Новгородске области, на подручју Рдејског резервата природе. Нешто северније у истом мочварном подручју свој ток започиње и река Порусја, највећа притока Полиста. Целом дужином тока тече у смеру североистока, готово паралелно са токовима Порусје којој се на неколико места приближава на мање од километар растојања на западу, и Ловата на истоку. Нема значајнијих притока.
Ширина водотока је целом дужином тока између 8 и 10 метара. У Ловат се улива у подручју његове делте, свега два километра узводно од ушће реке Полист.